# 夥友騎兵

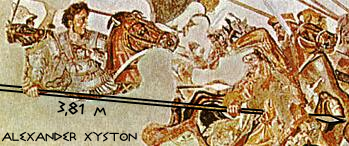
亞歷山大馬賽克中，亞歷山大大帝所率的即是夥友騎兵

夥友騎兵（古希臘語：ἑταῖροι；hetairoi），又譯夥伴騎兵或馬其頓禁衛騎兵，夥友騎兵是馬其頓軍隊中的精銳騎兵，源於馬其頓王國的國王騎兵衛隊，在腓力二世的擴充改良下，成為馬其頓軍最重要的突擊主力，在當時古代西方世界可說是最精銳的騎兵，它也被認為是第一個能夠發起有效衝鋒的騎兵。而馬其頓國王的近身護衛官也從夥友騎兵中精選。

## 詞源
這個軍事單位名稱來自hetairoi這個希臘詞彙，即夥友。在馬其頓這是指國王的伴侍，這些成員來源可能是馬其頓貴族或是擁有希臘血統的人，他們與國王有深厚交情並深受信任。馬其頓夥友節（Hetairideia）就是來彰顯國王和夥友之間的神聖關係，並一同慶祝。著名的雅典悲劇作家欧里庇得斯就是馬其頓國王阿奇拉一世的一個夥友。在馬其頓貴族中，皇家好友（Philoi）或國王夥友（basilikoi hetairoi）即是國王任命的終身頭銜。

## 軍事單位

### 裝備
夥友騎兵騎著馬其頓最好的良馬，並使用最好的武器作戰。在亞歷山大大帝的時代，每一個夥友騎兵手執著緒斯同騎槍，身穿青銅或鐵製的護胸甲、護肩，頭戴波奧蒂亞式頭盔，但是他們沒有攜帶盾牌。在近身戰鬥或是騎槍折斷時，他們會使用科庇斯彎刀（kopis）作戰。在座騎上，當時尚未發明出真正的馬鞍，他們會在騎乘處安放大塊的皮毯坐墊，且很可能在馬的前胸或是頭部有部分鎧甲保護，免受長槍、投射武器直接傷害。

### 組織
夥友騎兵最初是國王的衛隊，成員主要是國王的夥友，他們大多數是馬其頓貴族。前四世紀中左右的泰奧彭波斯說「當時夥友騎兵不超過800人」，還描述夥友騎兵他們「部分來自馬其頓，部分來自色薩利，剩下的來自希臘各地」。
到了腓力二世時，他把夥友騎兵大規模擴充，並讓一些負擔得起馬匹和武器的上層階級公民納入。在腓力二世和亞歷山大大帝初期，夥友騎兵共有8個騎兵中隊（ilai），分別由馬其頓八個小邦的貴族和上層階級子弟擔任，一個正常滿編的騎兵中隊有210人，但通常實際差別很大，主要在100人則300人之間，其中有一個中隊是皇家中隊，負責保衛國王安全，其人數是其他中隊的兩倍，約400人，由國王親自領導。全部的夥友騎兵總共約2000人。在前338年，遠征初期，亞歷山大被認為差不多擁有2600人的夥友騎兵.。
在腓力二世和亞歷山大大帝初期，夥友騎兵很有可能由一位將領管轄，但在亞歷山大遠征期間爆發菲羅塔斯事件之後，亞歷山大便把夥友騎兵的管轄權分給兩位將領，據阿利安描述，亞歷山大「不想讓一個人統轄這麼多騎兵，就算是他最親密的夥友也是一樣」，雖然在戰鬥時，夥伴騎兵通常直接受亞歷山大指揮。另外，在遠征期間，於蘇薩進行兵源增補時，亞歷山大讓每兩個騎兵中隊成立一個騎兵營.。每個騎兵中隊以他們成員來自的小邦名稱來稱呼，或是以統帥他們的指揮官名字來稱呼。隨著東征進入印度，東方騎兵角色越來越重。因此亞歷山大把他的騎兵進行重組，夥友騎兵的這些騎兵中隊也大大擴編，其中每個夥友騎兵中隊多附加新進的東方騎兵隊，合編成新的騎兵團（hipparchy）。但異邦人進入榮譽的夥友騎兵服役，引起馬其頓人的相當不滿. ，馬其頓人就曾因亞歷山大厚待東方民族一事而與亞歷山大抗議。

### 戰術和運用
夥友騎兵大概是歷史上第一支真正的衝擊騎兵（shock cavalry），他們能夠對步兵大隊發起強力衝鋒，甚至在古代文獻中也經常提到他們向步兵攻擊。對於同時期的騎兵而言，有些騎兵儘管比夥友騎兵擁有更重的鎧甲，但他們大部分多用標槍或弓箭作戰，來避免近身格鬥。夥友騎兵在戰場上可以組成密集隊形，還有矩形、楔形、菱形等依各種狀況而定，如衝鋒時用楔形以撕開敵軍陣列，追擊時用矩形以求寬大正面，菱形陣型效法色薩利騎兵，其陣型可迅速改變攻擊方向。
在戰術上，夥友騎兵是錘砧戰術中關鍵的一環，通常錘打的角色由夥友騎兵擔當，而步兵所組成馬其頓方陣為砧板。在戰場上，馬其頓密集方陣不是突破部隊，它的功能主要是吸住敵人壓住陣腳，然後與騎兵前後夾擊，形同錘砧，將夾在中間的敵軍粉碎。通常，亞歷山大會把全軍以斜行陣列前進，並讓夥友騎兵佈署於馬其頓軍的右翼，部隊的左邊是保衛步兵方陣側翼的持盾衛隊。通常亞歷山大會率領夥友騎兵作戰，並親自帶著皇家中隊發起衝鋒，帶著夥友騎兵獲得決定性的勝利戰機。

## 繼業者王國
夥友騎兵在繼業者王國塞琉古帝國中裝備更沉重的裝備，他們雖然還用青銅的胸甲，但在前250年之後逐漸改用鐵製的鎧甲。如在前190年馬格尼西亞戰役中，塞琉古夥友騎兵除了裝備重型盔甲外，亦在馬匹上披掛部分裝甲。塞琉古帝國仍保留夥友騎兵的番號，雖然還是精銳騎兵，但成員上已經不是貴族式的國王夥友。而托勒密王國的夥友已不再侷限於騎兵，而像是一個頭銜。
在希臘化時期，繼業者王國各王國也越來越重視步兵，使騎兵人數占全軍人數的比例下降，重騎兵在軍隊的重要性和素質不如以往，夥友騎兵再也無法像以往那樣擁有戰場上關鍵地位。

## 参照
- 馬其頓方陣

## 腳註
1. ↑  西西里的狄奧多羅斯，阿利安
2. ↑  Winthrop Lindsay Adams. Alexander the Great: legacy of a conqueror. p 8. ISBN 0-321-08617-1. (2004)
3. ↑   John V. A. Fine. The ancient Greeks: a critical history. p 612. ISBN 0-674-03314-0. (1983)
4. ↑   Lonsdale 40
5. ↑  Sage 173-174
6. ↑   富勒 p.49
7. 1 2 3   Lansdale 41
8. ↑  Sage 174
9. ↑   Sage 185
10. ↑  阿利安, 《亞歷山大遠征記》 卷三.(16)
11. ↑   Lansdale 56
12. ↑  阿利安, 《亞歷山大遠征記》 卷七 (6)